# Ikast
Ikast är huvudort i Ikast-Brande kommun, Danmark. Orten är en industriort och ligger ungefär mitt på Jylland. Den är en av de större tätorterna i Danmark som aldrig haft stadsrättigheter ("Købstad"). Antal invånare är 15 462 invånare (2017).